# Eluana Englaro
Eluana Englaro (Lecco, 25 de novembro de 1970 — Udine, 9 de fevereiro de 2009) foi uma mulher italiana que entrou em um estado vegetativo persistente em 18 de janeiro de 1992, na sequência de um acidente de carro e, posteriormente,  se tornou o foco de uma batalha judicial e política entre apoiantes e opositores da eutanásia. Pouco depois de Eluana tinha sido mantida em suporte artificial de vida, seu pai pediu para ter seu tubo de alimentação e removido para permitir que ela morra naturalmente. As autoridades inicialmente recusaram o seu pedido, mas a decisão foi alterada.

## Acidente
Em 18 de janeiro de 1992, Eluana sofreu um acidente de carro que a faria entrar em coma. Ela ficou sob os cuidados de um hospital em Lecco.

## Julgamento e decisão
O caso foi debatido em audiência a pedido do pai, foi negado tanto em Dezembro de 1999 pelo Tribunal de Apelação de Milão e em abril de 2005 pelo Tribunal de Cassação. A pedido de um novo julgamento foi concedido pelo Tribunal de Cassação em 16 de outubro de 2007.
O Tribunal de Apelação de Milão declarou em 9 de julho de 2008 que o pai de Eluana e guardião legal Beppino Englaro foi autorizada a suspender a alimentação e hidratação.
Freiras cuidando de Eluana, desde 1994, em Lecco estavam dispostas a continuar a fazê-lo, assim que seu pai decidiu levá-la para outro hospital, a fim de ter sua alimentação suspensa.O público pareceu dividido sobre a decisão do Tribunal de Recurso, alguns demonstraram a favor, incluindo Radicali Italiani.
Em julho de 2008, o Parlamento italiano trouxe um conflito de competência perante o tribunal de última instância, afirmando que a decisão foi realmente mudar as leis existentes. Este pedido foi rejeitado pelo Tribunal.
Em 13 de novembro de 2008, a mais alta corte da Itália concede ao pai de Eluana o direito de deixar suspender a alimentação de sua filha. A decisão do tribunal sofreu a crítica imediata da Igreja Católica Romana. Foi a primeira vez que a justiça da Itália autorizou que uma pessoa em coma pudesse ter sua alimentação e hidratação suspensas. A sentença foi ameaçada por um projeto do premiê Silvio Berlusconi em sentido contrário.

## Dias finais e morte
Beppino Englaro, como ele afirmou em uma de suas raras aparições públicas, esperou até que todos os recursos foram concedidos antes de ele suspender a alimentação de sua filha. Em fevereiro de 2009, ela foi transferida para um hospital particular em Udine, Friuli, onde uma equipe médica assistia ela durante seus últimos dias. Em 6 de fevereiro de 2009, o primeiro-ministro Silvio Berlusconi emitiu um decreto que teria forçado a continuação do tratamento de Eluana, e atravessa a Itália em uma crise constitucional, quando o Presidente da República se recusou a promulgar o decreto.
Ela morreu às 19:35 em 9 de Fevereiro de 2009 aos 38 anos de idade, depois de estar em um estado vegetativo há 17 anos. A autópsia constatou que a jovem morreu de parada cardio-circulatória, após uma crise de natureza eletrolítica provocada pela desidratação.